# Brebu Nou, Caraș-Severin
Brebu Nou (în germană Weidenthal, în maghiară Temesfö) este satul de reședință al comunei cu același nume din județul Caraș-Severin, Banat, România.

## Demografie
La recensământul din 2002 populația satului Brebu Nou era de 17 locuitori, dintre care: 9 români, 4 maghiari, 2 șvabi și 2 sârbi. 
Componența etnică a a satului Brebu Nou
     Români (52,94%)
     Maghiari (23,54%)
     Germani (11,76%)
     Sârbi (11,76%)

## Note

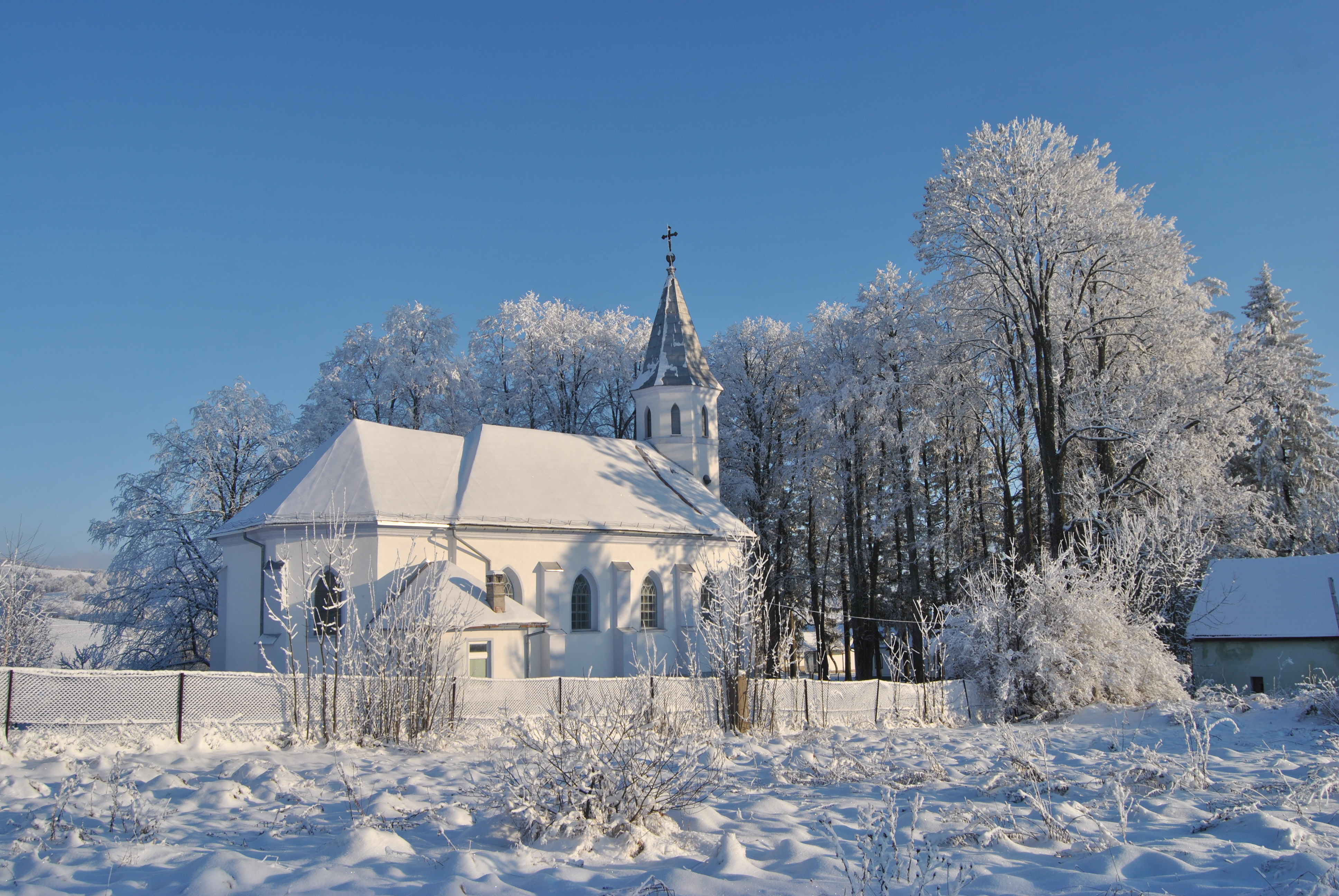
Vedere din spate a bisericii catolice din Brebu Nou în iarnă la sfârşitul anului 2010